# Marg Helgenberger
Mary Margaret Helgenberger (n. 16 noiembrie 1958, Fremont⁠(d), Nebraska, SUA) este o actriță americană.

## Filmografie

### Film
| An   | Titlu                             | Rol                   | Note         |
| ---- | --------------------------------- | --------------------- | ------------ |
| 1982 | Tootsie                           | Suzanne               |              |
| 1989 | After Midnight                    | Alex                  |              |
| 1989 | Always                            | Rachel                |              |
| 1989 | Peacemaker                        | Mrs. Cooper           |              |
| 1991 | Crooked Hearts                    | Jennetta              |              |
| 1993 | Distant Cousins                   | Connie                |              |
| 1994 | The Cowboy Way                    | Margarette            |              |
| 1995 | Just Looking                      | Darlene Carpenter     |              |
| 1995 | Bad Boys                          | Capt. Alison Sinclair |              |
| 1995 | Species                           | Dr. Laura Baker       |              |
| 1996 | Frame by Frame                    | Det. Rose Ekberg      |              |
| 1996 | My Fellow Americans               | Joanna                | Nemenționată |
| 1997 | Fire Down Below                   | Sarah Kellogg         |              |
| 1997 | The Last Time I Committed Suicide | Lizzy                 |              |
| 1998 | Species II                        | Dr. Laura Baker       |              |
| 1999 | Lethal Vows                       | Ellen Farris          |              |
| 2000 | Erin Brockovich                   | Donna Jensen          |              |
| 2004 | In Good Company                   | Ann Foreman           |              |
| 2007 | Mr. Brooks                        | Mrs. Emma Brooks      |              |
| 2008 | Columbus Day                      | Alice                 |              |
| 2009 | Wonder Woman                      | Hera                  | Rol de voce  |
| 2009 | Conan: Red Nail                   | Princess Tascela      |              |
| 2016 | Almost Friends                    | Samantha              |              |
| 2019 | A Dog's Journey                   | Hannah Montgomery     |              |

### Televiziune
| An            | Titlu                          | Rol                          | Note                          |
| ------------- | ------------------------------ | ---------------------------- | ----------------------------- |
| 1982–86       | Ryan's Hope                    | Siobhan Ryan                 |                               |
| 1986          | Spenser: For Hire              | Nancy Kettering              | Episodul: "An Eye for an Eye" |
| 1987          | Shell Game                     | Natalie Thayer               | 6 episoade                    |
| 1987          | Matlock                        | Laura Norwood                | Episodul: "The Gambler"       |
| 1988–91       | China Beach                    | Karen Charlene Koloski       | Rol secundar (61 episoade)    |
| 1990          | Blind Vengeance                | Virginia Whitelaw            | Film TV                       |
| 1991          | Tales from the Crypt           | Vicky                        | Episodul: "Deadline"          |
| 1991          | The Hidden Room                | Jane                         | Episodul: "A Friend in Need"  |
| 1991          | Death Dreams                   | Crista Westfield             | Film TV                       |
| 1992          | In Sickness and in Health      | Mickey                       | Film TV                       |
| 1992          | Through the Eyes of a Killer   | Laurie Fisher                | Film TV                       |
| 1993          | Partners                       | Georgeanne Bidwell           | Film TV                       |
| 1993          | The Tommyknockers              | Roberta "Bobbi" Anderson     | Miniserie                     |
| 1993          | Fallen Angels                  | Eve Cressy                   | Episodul: "I'll Be Waiting"   |
| 1993          | The Seduction of John Hearn    | Debbie Banister              | Film TV                       |
| 1994          | Keys                           | Maureen Kickasola            | Film TV                       |
| 1994          | Lie Down with Lions            | Kate Nessen                  | Film TV                       |
| 1994          | Where Are My Children?         | Vanessa Meyer Vernon Scott   | Film TV                       |
| 1995          | The Larry Sanders Show         | Susan Elliot                 | Episodul: "Nothing Personal"  |
| 1995          | Inflammable                    | Kay Dolan                    | Film TV                       |
| 1996          | ER                             | Karen Hines                  | 5 episoade                    |
| 1997          | Murder Live!                   | Pia Postman                  | Film TV                       |
| 1997          | Gold Coast                     | Karen DiCilia                | Film TV                       |
| 1998          | Giving Up the Ghost            | Anna Hobson                  | Film TV                       |
| 1998          | Thanks of a Grateful Nation    | Jerrilynn Folz               | Film TV                       |
| 1999          | Happy Face Murders             | Jen Powell                   | Film TV                       |
| 2000          | Frasier                        | Emily                        | Episodul: "Out with Dad"      |
| 2000          | Perfect Murder, Perfect Town   | Patsy Ramsey                 | Film TV                       |
| 2000–12, 2013 | CSI: Crime Scene Investigation | Catherine Willows            | 264 episoade                  |
| 2004          | King of the Hill               | Mrs. Hanover                 | Episodul: "Hank's Back"       |
| 2014          | Intelligence                   | Lilian Strand                | Rol secundar (13 episoade)    |
| 2015          | Under the Dome                 | Christine Price              | Invitat special (11 episoade) |
| 2015          | CSI: Immortality               | FBI S.S.A. Catherine Willows | Film TV                       |
| 2017          | Hell's Kitchen                 | Rolul ei                     | Episodul: "Aerial Maneuvers"  |
| 2019–2022     | All Rise                       | Judge Lisa Benner            | Rol secundar                  |

### Jocuri video
| An   | Titlu                          | Rol               | Note |
| ---- | ------------------------------ | ----------------- | ---- |
| 2003 | CSI: Crime Scene Investigation | Catherine Willows |      |
| 2004 | CSI: Dark Motives              | Catherine Willows |      |